# 西安门大街
39°55′16″N 116°22′09″E / 39.92111°N 116.36926°E
西安门大街是位于中国北京市西城区东北部的一条大街。

## 简介
西安门大街东起府右街北口，西到西四南大街。因西安门而得名。西安门位于西安门大街与西黄城根南街、西黄城根北街的交汇处，七楹，歇山顶，黄琉璃瓦，中间的三门开启，其余的四门封闭。1949年以后，西安门封闭的四门被当作清洁队的仓库。1950年12月，仓库失火，消防队救火时，西安门已经焚毁。
清朝光绪《顺天府志》西安门外以西，称“西安门外大街”，以东至今北海大桥称“西安门大街”。中华民国初年的《燕都丛考》沿称。但是，民国二十五年（1936年）、民国三十六年（1947年）、1950年等地图、地名录等均无西安门外大街，仅有西安门大街，且向东延伸，大约到今府右街北口。西安门大街西端位于西四商业圏，店铺很多。